# Cumbayá (parroquia)
Cumbayá es una parroquia rural del distrito metropolitano de Quito, fundada el 29 de junio de 1571, que está administrada bajo la Administración Zonal de Tumbaco.
Actualmente esta bajo una época separatista, junto con Tumbaco, Nayón, Puembo, Pifo, Tababela, Yaruqui, El Quinche y Checa, para formar el Cantón Ilaló.

## Ubicación
Situada a 2.200 metros sobre el nivel del mar: muy próxima al cerro Ilaló. Cumbayá se encuentra ubicada al oriente de la capital ecuatoriana en el valle de Tumbaco, y alberga el campus principal de la Universidad San Francisco de Quito. La iglesia de Cumbayá en la plaza central y la iglesia de Miravalle, construida en 1987, son ejemplos de diseños arquitectónicos de los comienzos rurales de la zona, Entre los ejemplos modernos se encuentran La Esquina, Centro Plaza y los centros comerciales Villa Cumbayá, entre otros. Se puede acceder a la parroquia mediante el Túnel Oswaldo Guayasamín desde la avenida Simón Bolívar, la parroquia puede ser observada en su totalidad desde el parque metropolitano Guanguiltagua junto con otros poblados cercanos.

## Origen del nombre
Hay poca información sobre el nombre del origen de la parroquia Cumbayá; entre algunos relatos de su nombre uno de ellos es que esta zona fue visitada por mucho tiempo por diferentes grupos étnicos como los Maibundas y los Yumbos, estos se quedaron a vivir en este lugar y poblaron estas tierras y de ahí el origen de este nombre ya que fue la unión de  sus nombres dio lugar a este término: Cumba (él) y Ya (ella) y también existe la explicación de que esta palabra proviene del quichua cumbaja, que quiere decir “vamos amigo por este camino” esta es una de las explicaciones del origen del nombre de la parroquia Cumbayá.

## Características de la parroquia
Cumbayá, cuenta con un clima templado la mayor parte del año. Tiene una población de acuerdo al censo 2022 de 41.819 habitantes. Su cercanía de Quito, la ha convertido en una ciudad dormitorio de la misma, se encuentra también muy próxima al Aeropuerto Internacional Mariscal Sucre y a otras parroquias rurales de gran importancia como Puembo, El Quinche, Tumbaco y Calderón.

## Barrios de Cumbayá

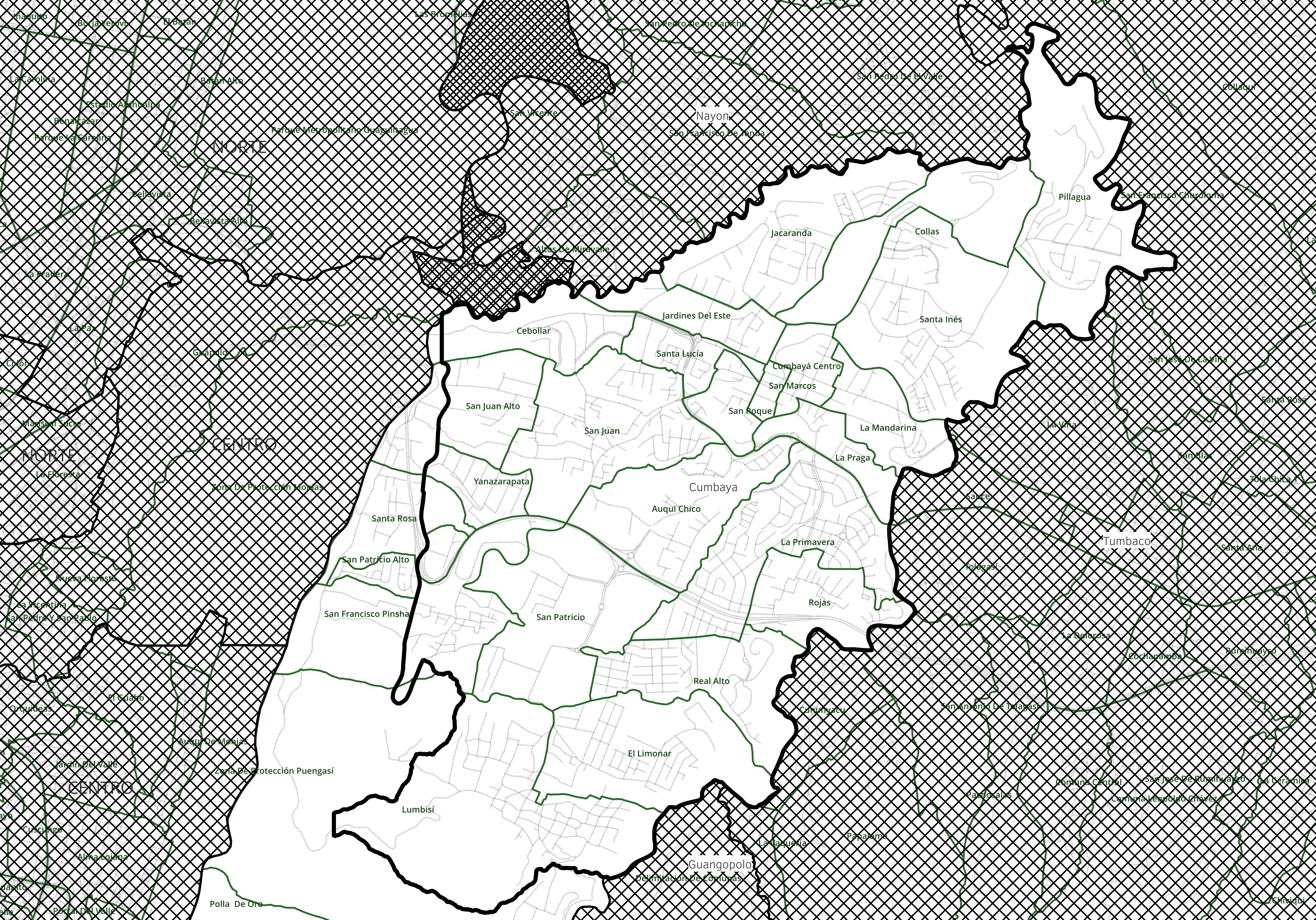
División Política de Cumbayá

- División Política de CumbayáCebollar
- Jacarandá
- Collas
- Santa Inés
- Pillagua
- Jardines del Este
- Cumbayá Centro
- Santa Lucía
- San Marcos
- San Roque
- La Mandarina
- La Praga
- San Juan Alto
- San Juan
- Auqui Chico
- La Primavera
- Rojas
- Yanazarapata
- San Patricio
- San Francisco Pinsha
- Santa Rosa
- San Patricio Alto
- Real Alto
- El Limonar
- Lumbisí